# فیل دو دراگیوا
فیل دو دراگیوا (به لاتین: Fil de Dragiva) یک کوه در سوئیس است که در کانتون گراوبوندن واقع شده‌است. فیل دو دراگیوا ۲٬۷۸۶ متر بالاتر از سطح دریا واقع شده‌است.